# سارا مونتيل
سارا مونتيل (بالإسبانية: Sara Montiel)‏ هي نجمة سينما ‏ ومغنية وممثلة إسبانية، ولدت في 10 مارس 1928 في إسبانيا، وتوفيت في 8 أبريل 2013 بمدريد في إسبانيا بسبب مرض. بدأت مشوارها المهني سنة 1944.

## أعمال

### أفلام
- (1948) الحسيمة
- (2004) التربية السيئة

## وصلات خارجية
- سارا مونتيل على موقع IMDb (الإنجليزية)
- سارا مونتيل على موقع روتن توميتوز (الإنجليزية)
- سارا مونتيل على موقع ألو سيني (الفرنسية)
- سارا مونتيل على موقع ميوزك برينز (الإنجليزية)
- سارا مونتيل على موقع أول موفي (الإنجليزية)
- سارا مونتيل على موقع قاعدة بيانات الأفلام السويدية (السويدية)
- سارا مونتيل على موقع أول ميوزيك (الإنجليزية)
- سارا مونتيل على موقع ديسكوغز (الإنجليزية)
- سارا مونتيل على موقع قاعدة بيانات الفيلم (الإنجليزية)
- سارا مونتيل على موقع كينوبويسك (الروسية)